# Spinalonga (península)
Spinalonga (en griego: Σπιναλόγκα) (también llamada Gran Spinalonga para distinguirla de la isla de Spinalonga) es una península en el este de Creta, conectada a ella por un estrecho banco de arena en las cercanías del pueblo de Elunda. El nombre de la península traducido del italiano significa «espiga larga». 

## Historia
En la antigüedad, el lugar entre Elunda y Spinalonga era tierra firme y no había ninguna península. Había una rica ciudad portuaria griega y luego romana, Olunte, que tenía derecho a acuñar monedas. 
Después del terremoto (siglo II d. C.) casi toda la ciudad quedó bajo el agua y se formó una bahía en su lugar, y parte de la tierra quedó en forma de península. Según el cartógrafo veneciano Vincenzo Maria Coronelli, a principios del siglo XVI, los venecianos decidieron separar parte de la península y crear una isla para mejorar la protección del puerto de Elunda de los piratas. Actualmente, en el extremo norte de la península se encuentra la isla de Spinalonga.

## Atracciones
Ahora en la península de Spinalonga hay la basílica cristiana primitiva y tres antiguos molinos de viento. Están ubicados cerca de la arena que conecta la península con Elounda. También se puede ver un fragmento del mosaico del suelo desde el lado de la orilla del canal al norte de la presa. Antiguamente, se extraía sal en este lugar. Por eso, las construcciones de piedra en forma de panales sobresalen del agua a lo largo de la arena, donde el agua de mar se evaporaba bajo la influencia del sol.